# Пояна Брашов
Поя̀на Брашо̀в (на румънски: Poiana Braşov) е ски курорт в Румъния, често наричан „Слънчева поляна“.

## История
Основана през 1895 г., Пояна Брашов е замислена като туристически квартал на Брашов. Първата сграда тук е построена през 1904 г. През 1906 г. става зимен курорт, а три години по-късно тук се провежда първото румънско национално състезание по зимни спортове. През 1951 г. в Пояна Брашов се провеждат Международните зимни игри за младежи. Днес тя е съвременен зимен курорт с прекрасни хотели, вили, ресторанти, клубове и барове.

## Информация
Пояна Брашов се намира в голяма, силно осветена от Слънцето долина. Името си получава от името на близкия голям град Брашов. „Пояна“ в превод от румънски означава „поляна“. Пояна Брашов се намира на 13 км от Брашов и на 167 км от Букурещ, в подножието на планината Постъвару. Тук има много добре оборудвани спортни площадки, басейн, център по алпинизъм и ледени пързалки. В многото ресторанти се предлагат не само ястияв от традиционната кухня, но има и представления на румънски фолклорни ансамбли и музиканти.
Пояна Брашов е център на зимните спортове в Румъния със ски писти и улеи за шейни с различна трудност, чиято обща дължина е 20 km, и кабинкови и седалкови лифтове. Курортът е известен с изкуствения си сняг, който позволява на любителите на зимните спортове да ги практикуват през пролетта и есента. В селището има олимпийска ски писта, улей за бобслей, 12 писти за ски спускания, както и две шанци за ски скокове. Постоянно работят седалкови лифтове, които свързват курорта с природната зона Кабана Постървару, намираща се на височина 1060 м.
Курорът, от който се открива гледка към красивите планини наоколо и има много чист въздух, е построен за активен отдих, като ски спускания или алпинизъм. Построени са хубави хотели в горския масив, много малки, но уютни вили и кабинкови лифтове на пистите. В Пояна Брашов няма автомобили, достъпът е разрешен само чрез шейни или с конски впрягове. По-голямата част от инструкторите владеят английски (някои знаят немски или английски). Освен зимните спортове тук могат да се посетят басейна и сауните.

## Склонове, писти и лифтове
- Най-висока точка – 1770 м
- Денивелация – 775 м
- Обща дължина на ски пистите – 14 км (37 % за начинаещи, 32 % за напреднали, 21 % за професионалисти)
- Най-дълга писта – 3,8 км
- Брой на лифтовете – 11
- Има две шанци за ски скокове.
- Повечето писти са по южните склонове. Някои от тях са оборудвани със снегоразпръскватели.
- Разрешено е спускане по неутъпкани писти.

## Климат
Ски сезонът е от декември до март. Средната температура през зимата е -3 °C. Средната дебелина на снежната покривка е 50-60 см.

## Хотели
- Alpin ***
- Ciucas **
- Condor ****
- Limor ****
- Speranza **
- Daria ****
- Casa Vinga ***

### На български
- Хотели в Пояна Брашов

### На други езици
- ((ro)) Официален уебсайт Архив на оригинала от 2022-03-30 в Wayback Machine.
- ((ru)) Фотогалерия
- ((ro)) Виртуална екскурзия в Пояна Брашов (Flash)[неработеща препратка]

|  | Тази страница частично или изцяло представлява превод на страницата „Пояна-Брашов“ в Уикипедия на руски. Оригиналният текст, както и този превод, са защитени от Лиценза „Криейтив Комънс – Признание – Споделяне на споделеното“, а за съдържание, създадено преди юни 2009 година – от Лиценза за свободна документация на ГНУ. Прегледайте историята на редакциите на оригиналната страница, както и на преводната страница, за да видите списъка на съавторите. ВАЖНО: Този шаблон се отнася единствено до авторските права върху съдържанието на статията. Добавянето му не отменя изискването да се посочват конкретни източници на твърденията, които да бъдат благонадеждни. |